# Бондаренко, Владимир Владиленович
Владимир Владиленович Бондаренко (31 августа 1955 — 21 сентября 2016) — российский футбольный тренер.

## Карьера
В молодости Владимир Бондаренко работал судьёй на матчах первенства страны. Затем он перешёл на тренерскую работу. Некоторое время Бондаренко входил в тренерский штаб юношеских сборных СССР по футболу. В российское время специалист возглавлял «Краснознаменск», который выступал во втором дивизионе. Несколько лет тренер работал в УОР «Мастер-Сатурн». С 2005 по 2006 был помощником главного тренера в клубе «Торпедо-РГ» (Москва).
С 2007 по 2009 Владимир Бондаренко работал в Узбекистане. Там он был директором футбольной академии ташкентского «Пахтакора». В 2008 году он работал главным тренером клуба высшей лиги «Андижан». С конца 2008 по 2009 работал тренером-консультантом в «Машъале».
В 2014 году специалист возглавлял любительскую команду «Заря» (Краснознаменск), с которой он выиграл серебряные медали чемпионата Московской области по футболу. С 2015 по 2016 год Бондаренко занимал пост главного тренера «Коломны», однако фактически руководство командой осуществлял не имеющий тренерской лицензии директор клуба Александр Куранов.

## Память
В Краснознаменске проводится ежегодный Кубок памяти Владимира Бондаренко.